# El Capulín, Puebla
El Capulín är en ort i Mexiko.   Den ligger i kommunen Chignahuapan och delstaten Puebla, i den sydöstra delen av landet, 110 km öster om huvudstaden Mexico City. El Capulín ligger 2 612 meter över havet och antalet invånare är 103.
Terrängen runt El Capulín är huvudsakligen kuperad, men den allra närmaste omgivningen är platt. Runt El Capulín är det ganska tätbefolkat, med 56 invånare per kvadratkilometer. Närmaste större samhälle är Chignahuapan, 17,4 km nordost om El Capulín. I omgivningarna runt El Capulín växer i huvudsak blandskog.